# L'Étoile de Kléber
L'Étoile de Kléber fue una maison close (burdel) en París. Fue notable por continuar su actividad después de la prohibición de los burdeles en 1946 por la ley Marthe Richard. Continuó sus operaciones durante un tiempo más en secreto.
L'Étoile de Kléber se encontraba en 4 Rue Paul-Valéry en el XVI Distrito de París. Fue fundado y dirigido por Aline Soccodato, conocida como Madame Billy. Sus clientes incluían al rey Farouk y Maurice Chevalier.

## La Madame
Soccodato nació como Aline Roblot en 1901 en Morey-Saint-Denis. Quedó huérfana a temprana edad y solo cursó la escuela primaria. Primero trabajó en una granja y luego en 1921, después de una breve historia de amor, se convirtió en dependienta en Nouvelles Galeries, una tienda en Dole. Se fue a París, esperando ganar más como prostituta. En París conoció a la multimillonaria estadounidense lesbiana Grace Palmier, quién la introdujo en los círculos más altos de la sociedad y una vida de lujo. Grace nombró a Aline Bilitis, en referencia a los poemas de Pierre Louÿs. Bilitis se acortó a Billy como apodo.

## Los burdeles
Roblot conoció a Soccodato, cuando este ejercía como cantante actuando bajo el nombre de Josselin en L'Éuropéen y el Casino de París. Vivió con él dos años turbulentos antes de contraer matrimonio. Aline, que había estado trabajando en 'hoteles por una hora' con su conocimiento, tenía planes de abrir su propio burdel. Abrió su primera casa en Rue Cardinet en 1938, llamada Madame Billy, y pronto se volvió muy popular. Las personalidades de los círculos sociales más altos iban y venían:
"Un ex consejero de estado jugaba con su "demoiselle", vestido con medias y bragas, y abofeteaba a las "doncellas", chicas así vestidas. También recibió la visita de un ex embajador español, tan gordo que la silla se enganchaba al cinturón de su pantalón cuando se quería levantar."
 En 1941, su marido cantaba en "ABC" y tenía menos tiempo para Aline, así que decidió abrir una segunda casa en Rue Viellejust (más tarde renombrada Rue Paul-Valéry). El nuevo burdel sería del mayor lujo. Aline pagó 150.000 francos por la adquisición y consiguió una villa de cuatro pisos con diez habitaciones, la cual amuebló con mobiliario selecto. El jardín era particularmente hermoso. Había un salón con sillones de estilo Luis XVI, el cual estaba lleno de maceteros. También se aseguró que las mujeres que trabajaban para ella fueran del mayor nivel posible.
"La rubia y seductora Madame Billy tejía detrás de la barra, observando a su banda de chicas jóvenes, hermosas y distinguidas, algunas de las cuales incluso procedían de buenas familias."
En el otoño de 1941, Henri Coutet, le pidió al matrimonio, de quien era amigo, alquilar las habitaciones en el piso superior a la cantante Édith Piaf. Entonces Piaf, con su medio hermana Momone, su amante y sus músicos, se mudaron al burdel.
"Piaf: Es caro con Madre Billy, pero comes al menos bien."
"Soccodato sobre Piaf: Al mediodía normalmente solo comía un bistec cubierto con muchísimo ajo. Al anochecer después de su actuación, celebraba con regularidad e invitaba amigos a volver con ella, a menudo más de quince. Jean Cocteau, quién había escrito Le Bel Indifférent para ella, gustaba leer sus poemas en el salón del burdel, le aconsejaba qué leer, e incluso le daba una educación moral. [...] La lista de huéspedes una noche: Marie Marquet, Raimu, Mistinguett, Maurice Chevalier, Marie Bell, Madeleine Robinson y Michel Simon."
En el salón también se celebraron eventos privados. Por ejemplo, en 1942, un armador holandés invitó a seis amigos a una cena muy especial: Siete grandes fuentes debían ser servidas, cada una con una chica desnuda sentada en medio de la comida para ser servida. Los camareros de Maxim's habían sido alquilados para el servicio y sirvieron los platos de las fuentes, encima de cada cual una chica aparecía rodeada de caviar, lenguado, queso, pastelería fina etc.
En mayo de 1943 Édith Piaf descubrió nueve hombres jóvenes y les presentó a su amiga, el grupo nombrado Compagnon de la Chanson sería más tarde muy famoso en Francia. En diciembre de 1943 la cantante finalmente dejó el burdel.

## La Segunda Guerra Mundial
Durante la ocupación alemana los clientes eran oficiales  del ejército alemán y de la  Gestapo francesa, cuya sede estaba a escasa distancia en 93 Rue Lauriston, pero esto era una ventaja ya que tenían carne, caviar y champán que se transfirieron a la cocina de  L'Étoile.

Después de la guerra la clientela cambió, y había más y más oficiales aliados en el L'Étoile de Kléber. Los Soccodato había escondido a militares británicos, combatientes de la resistencia y judíos durante la guerra y enviado mensajes cifrados a la Resistencia francesa. Crearon muchos contactos y así fueron lo bastante afortunados como para ser capaces de continuar su negocio y ganar influencia sobre la ley de cierres de 1946.
"En mi casa [...] escritores, periodistas, personalidades del cine y la chanson, representantes del parlamento, el senado y el gobierno se reunieron. Los parlamentarios y los senadores representaban una elevada proporción de mi clientela. Casi todos los miembros de los numerosos gobiernos bajo el presidente Vincent Auriol y René Coty visitaron mi casa."